# Enzo Polidori
Enzo Polidori (Piombino, 21 novembre 1936 – Piombino, 3 luglio 2021) è stato un politico italiano.

## Biografia
Dopo il diploma all'ITI, entrò all’Ilva dove rimase sino al 1976. Esponente del Partito Comunista Italiano, fu sindaco di Piombino dal 1976 al 1983, quando, con 30 584 preferenze ricevute alle elezioni politiche, approdò alla Camera; fu rieletto alle politiche del 1987 con 22 557 preferenze, restando in carica fino al 1992.
Nel 1991 aderì al Partito Democratico della Sinistra e successivamente ai Democratici di Sinistra e infine al Partito Democratico.